# Földközi-tengeri Divízió
A Földközi-tengeri Divízió (Mittelmeerdivision) a Német Császári Haditengerészet egyik független alakulata volt 1912 és 1914 augusztusa között Isztambul állomáshellyel. Az első világháború elején a két hadra fogható egysége – a Goeben csatacirkáló és a Breslau könnyűcirkáló – támadást intézett a Francia Észak-Afrika két kikötője ellen, majd az elfogására küldött brit-francia kötelékeket kijátszva a semleges Oszmán Birodalomba hajózott. Az alakulatot névleg 1914. augusztus 12-én oszlatták fel, mikor a törökök egy fiktív vásárlás keretében megvették a két hadihajót 80 millió márka áron és török neveket kaptak. A hajók azonban ez után is megtartották német legénységüket és parancsnokaikat, ami miatt az antant nem ismerte el az adásvételi szerződést és a két hajót – hasonlóan a német hadvezetéshez – továbbra is német egységeknek tekintették.
1914 októberében a török flotta e két német hadihajó vezetésével támadást intézett több fekete-tengeri orosz kikötő ellen, ami magával vonta az antanthatalmak hadüzenetét az Oszmán Birodalomnak. A háborúban a Mittelmeerdivision két hajója túlnyomórészt a Fekete-tengeren szolgált, ahol a Goeben jelenlétével kiegyenlítette az orosz Fekete-tengeri Flotta túlsúlyát az új orosz dreadnought-típusú csatahajók szolgálatba állításáig. 
A breszt-litovszki béke után a divízió hajóit a Dardanellákhoz helyezték át. A tengerszoros előtti szigeteken lévő célpontok ellen 1918. január 20-án indított rajtaütésszerű hadművelet (Imbroszi csata) során aknamezőre tévedtek. A Breslau (Midilli) öt aknatalálat után legénységének kétharmad részével elsüllyedt, a Goeben pedig három aknára ráfutva olyan súlyosan megsérült, hogy a háború végéig nem tudták kijavítani. A csatacirkáló 1918. november 2-án ténylegesen is az Oszmán Haditengerészet tulajdonába került és ezzel a német Földközi-tengeri Divízió megszűnt.

## Története

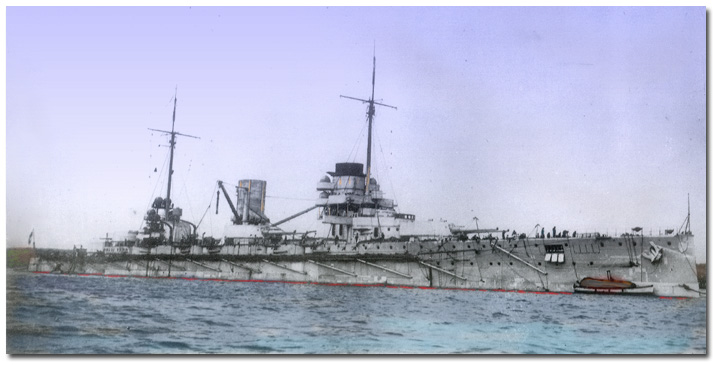
A Goeben csatacirkáló

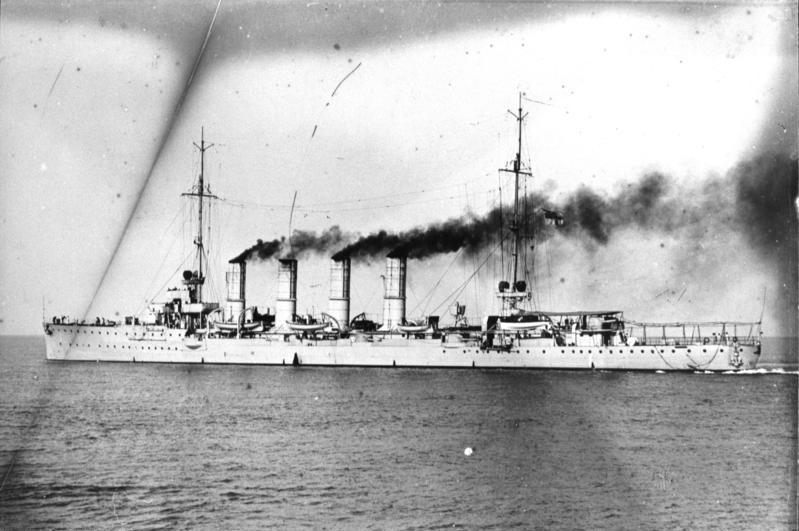
A Breslau könnyűcirkáló

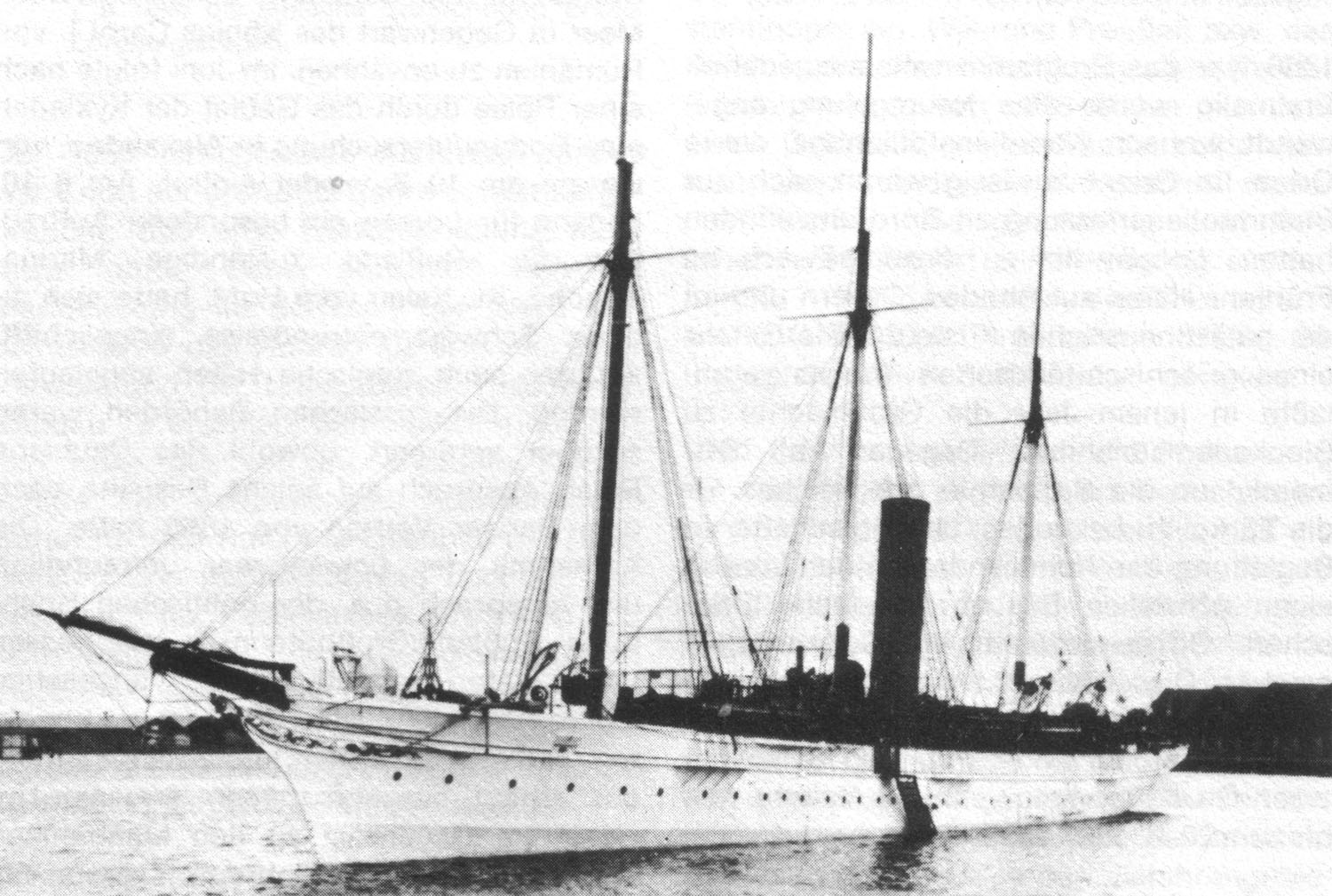
A Loreley állomáshajó

Az első Balkán-háború 1912 októberi kitörésekor a külügyminisztérium kérésére az Admiralstab úgy döntött, hogy felállít egy haditengerészeti egységet a Földközi-tengeren, melynek fő célja a Mediterráneum keleti medencéjében a német állampolgárok védelmezése lesz. Ehhez a Goeben csatacirkálót és a Breslau könnyűcirkálót az állomáshelyüknek kijelölt Isztambulba helyezték át. A két hajó 1912. november 4-én hagyta el Kielt, és november 15-én ért a török fővárosba. Itt csatlakoztak a Loreley állomáshajóhoz, mely már 1896. szeptember 7. óta itt állomásozott. A kisméretű hajóraj első parancsnoka Konrad Trummler ellentengernagy lett. Röviddel a hajók útnak indulása után, 1912. november 5-én Berlinben a kabinet rendeletével állították fel hivatalosan a divíziót mint haditengerészeti egységet.
1913 áprilisában a divíziót megerősítették  a Straßburg és a Dresden könnyűcirkálókkal. Ugyanettől a hónaptól a Goeben számos földközi-tengeri kikötőt meglátogatott, köztük Velencét és Nápolyt. Végezetül Póla kikötőjét kereste fel, mely a Császári és Királyi Haditengerészet fő támaszpontja volt és az itteni hajógyárban 1913. augusztus 21. és október 16. között új felszereléseket kapott.
1913. június 29-én tört ki a második Balkán-háború, ami miatt a divízió jelenléte továbbra is fontos volt. A konfliktus elmúlásával a Straßburg és a Dresden elhagyta a divíziót. Október 23-án Wilhelm Souchon ellentengernagy vette át a divízió parancsnokságát. A Goeben és a Breslau az ágyúnaszád-diplomáciának megfelelően járták a földközi-tengeri kikötőket és még kb. 80 kikötőt kerestek fel az első világháború kitöréséig.
A divízióhoz volt még beosztva a kiöregedett Geier könnyűcirkáló, mely eddig Kelet-Afrikában szolgált állomáshajóként. Rajta kívül a divízió parancsnoka rendelkezhetett még a Földközi-tengeren lévő iskolahajók felett, melyek közül 1913-14 telére a Hansa és a Victoria Louise beérkezését várták. A világháború kitörésekor azonban mindkettő még a Balti-tengeren volt és a Földközi-tengerre való áthelyezésükre már nem került sor. A Geier a Triesztben végrehajtott karbantartása után 1914 januárjában visszahajózott Német Kelet-Afrikába, hogy továbbra is állomáshajóként szolgáljon ott.
Az eredeti tervek szerint a Goebent 1914 júniusában testvérhajójával, a Moltkéval váltották volna le a divíziónál, azonban a szarajevói merénylet ezt lehetetlenné tette, mivel fennállt a veszélye egy az antant és a hármas szövetség közötti háború kitörésének.
Souchon tengernagy a feszült politikai helyzetre tekintettel a csatacirkálójával Pólába hajózott, hogy egy esetleges háború kitörése előtt átessen még egy karbantartáson. A munkálatokhoz német mérnököket rendelt Pólába, akik többek között kicserélték a gőzkazánok 4460 fűtőcsövét. Eközben a Breslau a Szkutari előtti nemzetközi flottademonstrációban vett részt, mely az új albán uralkodót támogatta.

### Első világháború

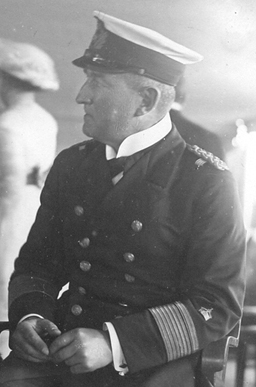
Wilhelm Souchon altengernagy

Mikor 1914 augusztusának elején számolni lehetett már Németország háborúba lépésével, Souchon ellentengernagy a Goebennel és a Breslauval kihajózott az Adriai-tengerről és Messina érintésével áthajózott a Földközi-tenger nyugati medencéjébe, ahol támadást intézett a Francia Észak-Afrikához tartozó Bône és Philippeville kikötői létesítményei ellen. Az antant tartott attól, hogy a németek ez után is megpróbálják majd az itt állomásozó hadtestük Európába való áthozatalát megakadályozni és a Földközi-tenger francia erőinek főparancsnoka, Auguste Boué de Lapeyrère tengernagy az erőivel továbbra is a nyugati medencében maradt, Oránt és Algírt pedig riadókészültségbe helyezte.

#### AGoebenés aBreslauáttörése a Dardanellákhoz

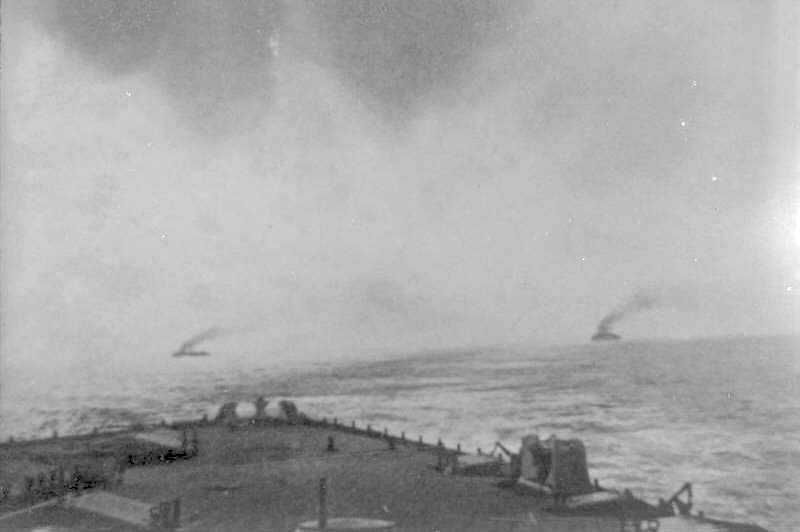
Brit csatacirkálók a Goeben nyomában

Az antant várakozásaival szemben Souchon Messinába szándékozott visszatérni, hogy ismét szenet vegyen fel. Út közben összetalálkozott a Gibraltári-szoros lezárására Máltáról kiküldött Indomitable és Indefatigable csatacirkálókkal valamint a Dublin könnyűcirkálóval, mely hajók mögéje helyezkedni követni kezdték, hogy szemmel tarthassák. A német hajók azonban gyorsabbnak bizonyultak és a britek pár óra alatt szem elől veszítették őket.
Souchon hajóit Messinába érve a Hugo Stinnes hajótársaság General és a Barcelona nevű hajói látták el szénnel. Mivel Olaszország ekkorra már deklarálta semlegességét a háborúban, a két hadihajó csak 36 órán át szenelhetett a kikötőben, háborítatlanul a brit hajók részéről.
A brit Földközi-tengeri Hajóraj parancsnoka, Archibald Berkeley Milne tengernagy arra számított, hogy Souchon továbbra is fenyegetni akarja a francia csapatszállítmányokat a Gibraltár-szoroson át tervez kihajózni az Atlanti-óceánra. Emiatt a már említett Indomitable és Indefatigable csatacirkálókat valamint a Dublin könnyűcirkálót a Messinai-szorostól nyugatra, Szicília és Szardínia között állította fel, míg szorosnak a keleti medencébe vezető kijáratánál csak a Gloucester könnyűcirkálót helyezte el, hogy amennyiben Souchon az Adriára akarna áthajózni és az osztrák-magyar flottához kívánna csatlakozni, úgy a könnyűcirkáló rávezethesse az Otrantói-szorost felügyelő Ernest Troubridge ellentengernagy cirkálóraját és megtámadhassák a német hajókat. A francia flottát a brit főerőkhöz hasonlóan szintén a Gibraltárba vezető útvonal felügyeletére rendelték, hogy az Atlanti-óceánra való áttörést megakadályozzák.
A német hadihajók augusztus 6-án az esti órákban hagyták el Messinát azzal a szándékkal, hogy az Admiralstabtól kapott utasításoknak megfelelően a még semleges, de Németországgal szövetségi tárgyalásokat folytató Oszmán Birodalomba hajózzanak. Először megtévesztésül az Adriai-tenger felé haladtak, de a sötétedés beállta után az Égei-tenger felé vették az irányt, ahol egy teherhajóról szenet terveztek vételezni. A nyomukba szegődő Gloucestert a Breslaunak kellett lekötnie, hogy eközben a csatacirkáló nyugodtan feltölthesse üzemanyagkészleteit Denoussa szigeténél. A két könnyűcirkáló egy rövid tűzpárbajt vívott egymással, de csak a Breslaut érte egy sérülést nem okozó találat. A Gloucester a Milne tengernagytól kapott utasítás értelmében a Matapan-fokon nem haladhatott túl, így fel kellett hagynia az üldözéssel még az Égei-tenger elérése előtt. A német hajók ezt követően zavartalanul szenelhettek és augusztus 10-én megérkeztek a Dardanellákhoz.
Az 1. cirkálóraj parancsnokát, Ernest Troubridge ellentengernagyot később hadbíróság elé állították amiért nem kísérelte meg négy páncélos cirkálójával feltartóztatni a Goebent. A hosszas tárgyalás végén felmentették az ellenség előtt tanúsított gyávaság vádja alól. 

#### A feloszlatás után

##### Az Oszmán Haditengerészet kötelékében

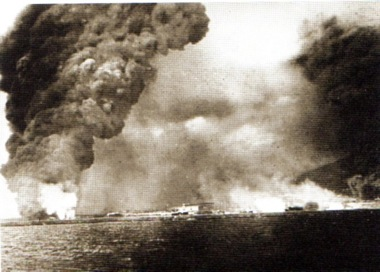
Lángokban álló olajtározók Novorosszijszkban a Breslau támadása után

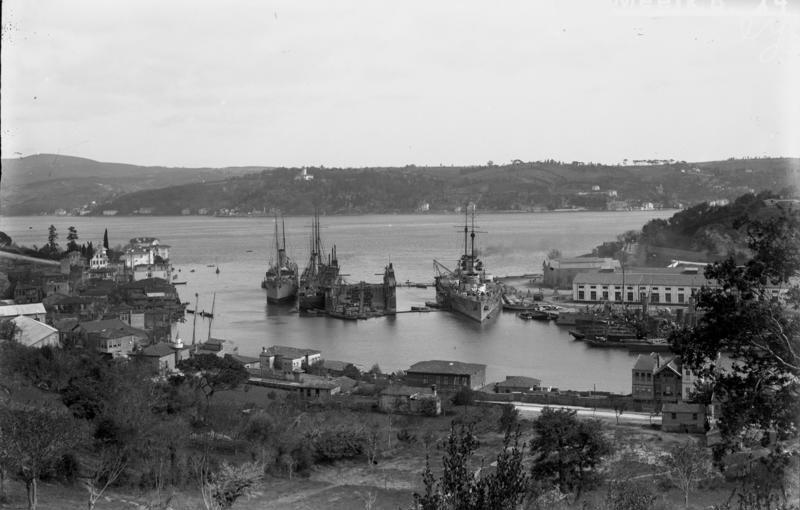
A Boszporusznál horgonyzó Goeben

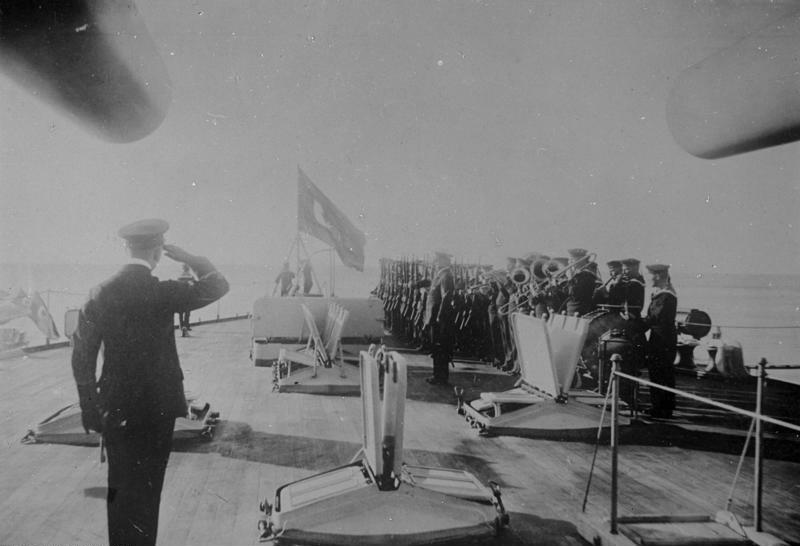
A Goeben török zászló alatt

Több napi tárgyalás után Souchon a kis hajóraját a Dardanelláktól Isztambulba vezette, ahol mindkét hajót augusztus 12-én hivatalosan felvették az Oszmán Haditengerészet kötelékébe. Ezzel formálisan a Földközi-tengeri Divízió megszűnt létezni, viszont német részről továbbra is fennálló egységként kezelték. Ténylegesen a hajók megtartották a német legénységüket és parancsnokaikat. Egyedüli változtatásként a legénység tagjainak fezt kellett hordaniuk fejfedőként. A Goeben a Yavuz Sultan Selim, a Breslau a Midilli nevet kapta, utóbbi a Leszbosz szigetén lévő Mytiléné török megnevezése után, melynek területét 1913-ban kellett visszaszolgáltatni a görögöknek. Augusztus 15-én az Oszmán Birodalom felmondta a haditengerészeti megállapodását Nagy-Britanniával és kiutasította az Arthur Limpus tengernagy vezette missziót az országból. Limpus helyett Souchon tengernagyot tették meg az Oszmán Haditengerészet főparancsnokává és Bulgária hadba lépése után a bolgár haditengerészet főparancsnoka is ő lett. 1915. május 27-én altengernaggyá nevezték ki és 1916. október 29-én részesült a Pour le Mérite kitüntetésben.
A Dardanellákat német segítséggel megerősítették, a Boszporuszt Yavuz Sultan Selim névre átkeresztelt Goeben révén biztosították és mindkét tengerszorost 1914. szeptember 27-én hivatalosan lezárták a nemzetközi hajóforgalom előtt. Október 29-én Souchon oszmán lobogó alatt orosz kikötőket támadott, miközben ezzel egyidőben brit hajók török kereskedelmi hajókat támadtak Szmürna előtt. November 2-án Oroszország hadat üzent az Oszmán Birodalomnak, majd november 12-én az Oszmán Birodalom az antantnak.
Ebben az időszakban a két hadihajó legénysége számára a HAPAG egyik Boszporusznál horgonyzó kombihajója, a Corcovado szolgált lakóhajóként.
Az oszmán flotta kötelékében a Goebennel és a Breslauval 1917-ig több összecsapást vívott az Orosz Cári Haditengerészettel és orosz kikötői- valamint part menti létesítményeket támadott a Fekete-tengeren, lövetve többek között Szevasztopolt és Novorosszijszkot. A két német hadihajó 1914. novemberében rövid összecsapást vívott a Fekete-tengeri Flotta csatahajórajával a Szarics-foki csata során. A legfontosabb harcukat azonban a Dardanellák ostroma idején vívták.

##### Az imbroszi csata

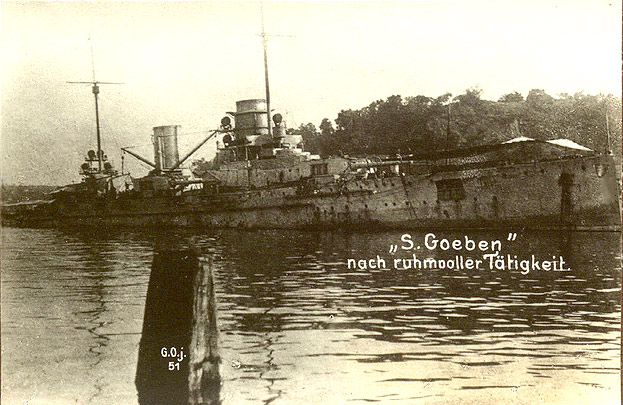
A partra futott Goeben a Dardanelláknál

Az 1917. december 15-én megkötött breszt-litovszki béke után a Mittelmeerdivision két hadihajójának nem volt már feladata a Fekete-tengeren és áthelyezték őket a Dardanellákhoz. 1918. január 20-án a Souchontól az oszmán flotta parancsnokságát előző év szeptemberében átvevő Rebeur-Paschwitz tengernagy egy kitörést tervezett végrehajtani a Dardanellákon át az Égei-tengerre, hogy rajtaüssenek a környező szigetek brit hadihajóin és katonai létesítményein. A hadművelet stratégiai célja az volt, hogy Jeruzsálem elvesztése után könnyítsenek a szorult helyzetbe került török seregek helyzetén azzal, hogy az antantot hadihajók elvonására késztetik a térségből. Az alkalom ekkor kedvezőnek tűnt, mivel az itt állomásoztatott két brit csatahajó – az Agamemnon és a Lord Nelson – egyike sem volt az őrhelyén. A hadműveletet két legmodernebb hajóként a Goeben és a Breslau hajtotta végre. A Dardanellák előtti Imbrosz szigetnél két-két brit monitort és rombolót találtak, melyek a tengerszoros kijáratára ügyeltek. A Raglan és az M28 monitorok gyors elsüllyesztése után a Limnosz szigetén lévő Mudrosz felé haladtak tovább, hogy az ottani brit támaszpontra mérjenek csapást. Az ide vezető úton azonban aknamezőre tévedtek és a Breslau  (Midilli) öt aknának való ütközés után elsüllyedt. A Goeben (Yavuz Sultan Selim) három aknatalálatot szenvedett el és visszavonulóban két brit romboló és könnyűbombázó repülőgépek szorongatták. Súlyosan sérült állapotban azonban sikerült visszatérnie a Dardanellákhoz, ahol partra futtatták az elsüllyedését elkerülendő.
A csatacirkáló a csata után még vagy egy hétig, január 26-ig itt maradt, mígnem a Torgud Reis csatahajó vissza nem vontatta Isztambulba. A háború végéig azonban nem hozták helyre, így szerepet már nem játszott a konfliktusban. 1918. november 2-án, kilenc nappal a compiègne-i fegyverszünet előtt a Goeben (Yavuz Sultan Selim) ténylegesen is át lett adva az Oszmán Haditengerészetnek.

## A divízió parancsnokai
| Parancsnokság időszaka                    | Flottaparancsnok                             |
| ----------------------------------------- | -------------------------------------------- |
| 1912. november 5. – 1913. október 22.     | Konrad Trummler ellentengernagy              |
| 1913. október 23. – 1917. szeptember 3.   | Wilhelm Souchon ellentengernagy/altengernagy |
| 1917. szeptember 4. – 1918. szeptember 2. | Hubert von Rebeur-Paschwitz altengernagy     |

## A divízió hadihajói
- SMS Loreley, 1896. szeptember 7. – 1918. november 2.
- SMS Vineta, 1912. november 7. – 1912. december 9.
- SMS Hertha, 1912. november 2. – 1913. február 2.
- SMS Geier, 1912. május – 1913. augusztus
- SMS Goeben, 1912. november – 1914. augusztus 16.
- SMS Breslau, 1912. november 3. – 1914. augusztus 16.
- SMS Dresden, 1913. április 6. – 1913. szeptember 23.
- SMS Straßburg, 1913. április 6 – 1913. szeptember 23.

## Fordítás
- Ez a szócikk részben vagy egészben  a   Mittelmeerdivision című német Wikipédia-szócikk ezen változatának fordításán alapul.  Az eredeti cikk szerkesztőit annak laptörténete sorolja fel. Ez a jelzés csupán a megfogalmazás eredetét és a szerzői jogokat jelzi, nem szolgál a cikkben szereplő információk forrásmegjelöléseként.